# Chipilly Communal Cemetery
Chipilly Communal Cemetery is een begraafplaats gelegen in de Franse plaats Chipilly (Somme). De militaire graven worden onderhouden door de Commonwealth War Graves Commission.
De begraafplaats telt 57 geïdentificeerde graven waarvan 53 Gemenebest graven uit de Eerste Wereldoorlog en 4 overige graven uit de Eerste Wereldoorlog.